# دهستان شعبه
شعبه، دهستانی از توابع بخش جنگل شهرستان رشتخوار در استان خراسان رضوی ایران است.

## جمعیت
براساس سرشماری سال ۱۳۸۵جمعیت آن  ۳۳۲۸نفر (۸۳۴خانوار) بوده است. 